# Siemens Venturio

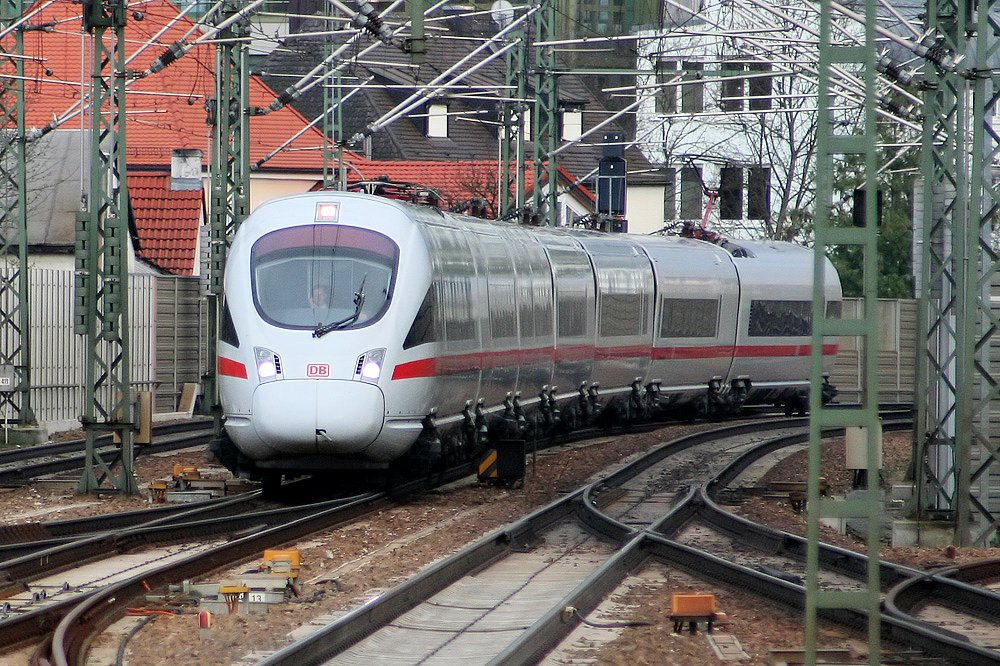
ICE-T, использующийся в DB

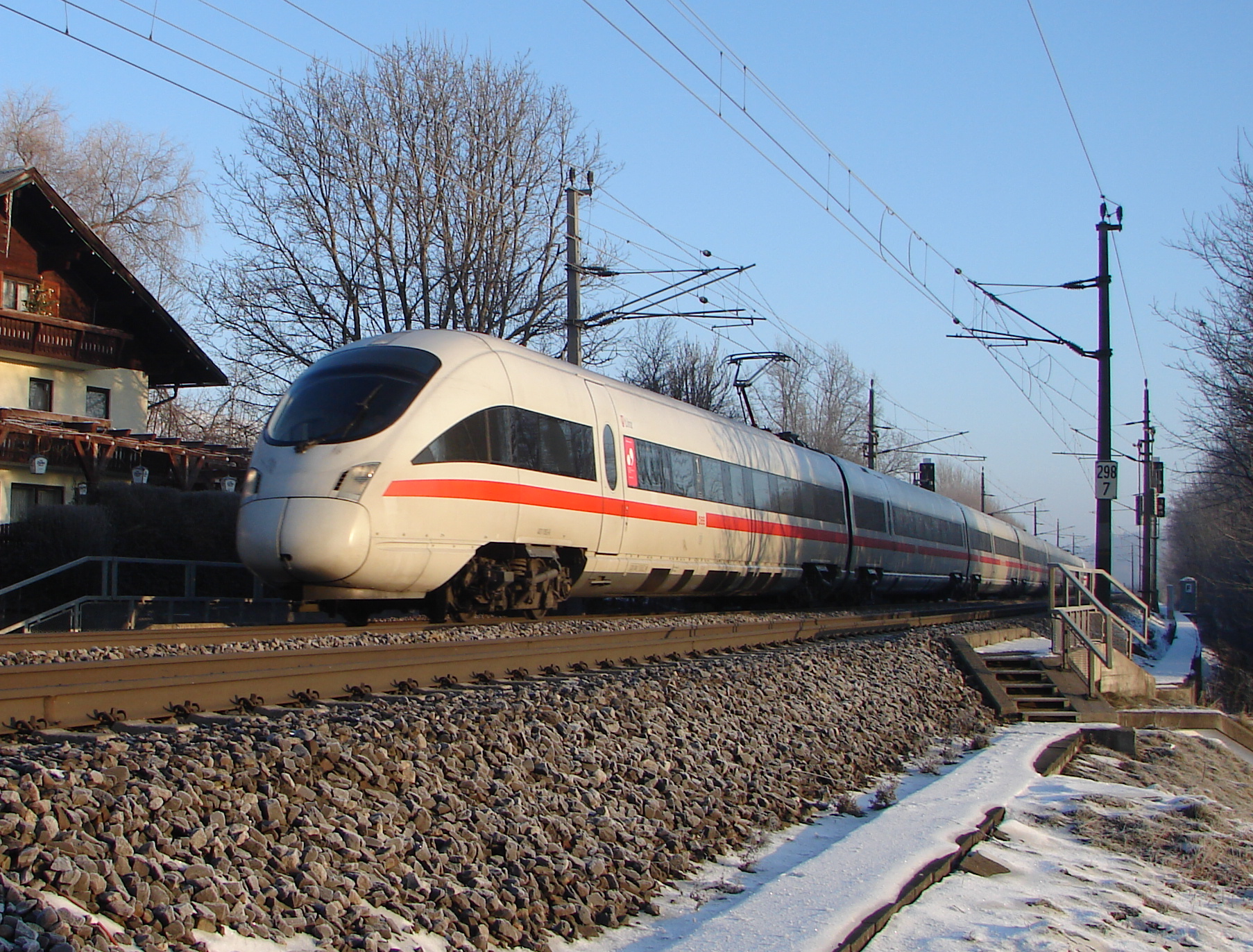
OBB 4011, один из трёх, использующихся в OBB

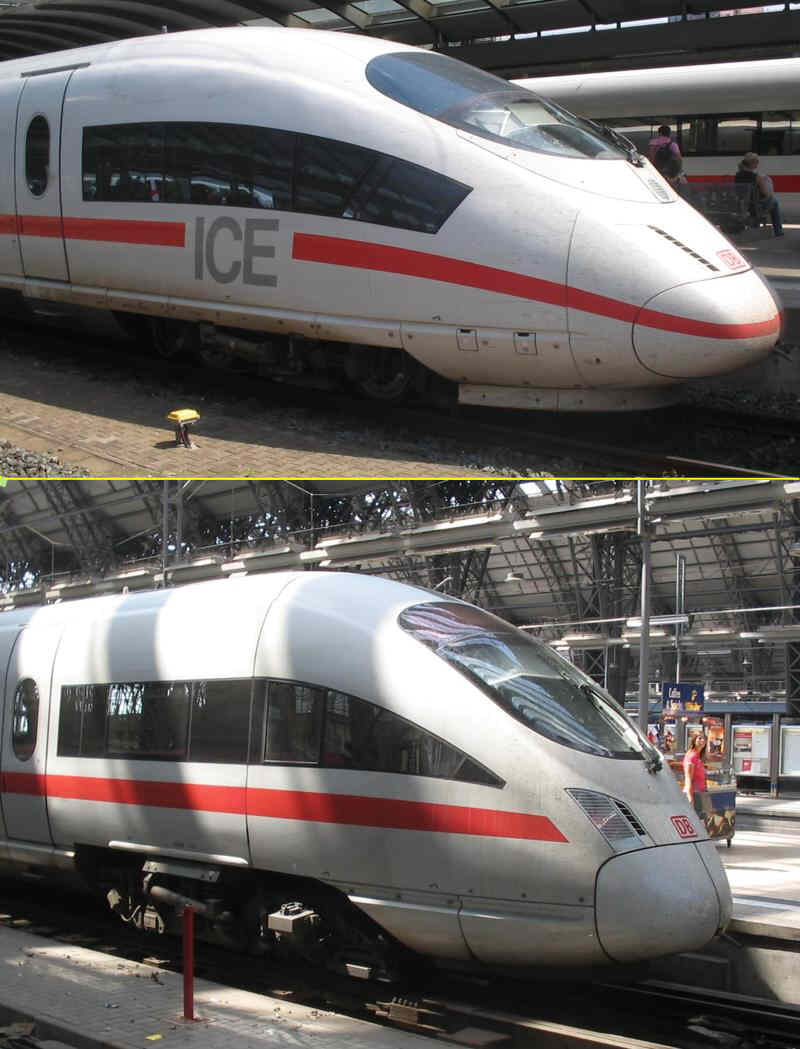
Вот ICE-3 (вверху) и ICE-T (внизу)

Siemens Venturio (ICE-T, BR 411, BR 415) — концепция высокоскоростного поезда (скорость от 160 до 250 км/ч), предлагаемая компанией Siemens AG. Отличается высокой адаптируемостью под нужды железнодорожного оператора, который может выбрать:
- тип привода — электрический или дизель-электрический.
- число вагонов — от 3 до 7 (можно также 8 или 9).
- напряжение питания 25-кВ переменного тока, 15-кВ переменного тока, 3-кВ постоянного тока или мультисистемный.

Также существует версия с дизельным двигателем. Немецкий перевозчик Deutsche Bahn стал первым заказчиком на электро- и дизельные двигатели. Позже австрийская OBB купила у Deutsche Bahn 3 состава.